# Ижевский, Сергей Сергеевич
Сергей Сергеевич Ижевский (род. 7 декабря 1938, Москва) — советский и российский энтомолог, специалист по интродукции насекомых и биологическим методам защиты растений. Доктор биологических наук (1988), профессор.

## Биография
Родился 7 декабря 1938 года в Москве. После окончания школы в 1956 году поступил Московский Лесотехнический институт. В 1959 году работал лесопатологом на Дальнем Востоке. После окончания вуза в 1961 году по распределению направлен на работу в Комиссию по охране природы АН СССР. В 1963 году поступил в аспирантуру к известному специалисту по лесной энтомологии Алексею Ивановичу Воронцову. Кандидатская диссертация на тему «Устойчивость культур сосны обыкновенной к сосновому шелкопряду и пути её повышения» была защищена в 1967 году. В период с 1966 по 1969 работал в Главном Ботаническом Саду АН СССР. В 1969 году перешёл на работу в Институт морфологии и экологии животных АН СССР. С 1973 по 1976 годы возглавлял лабораторию биометода на Российской станции защиты растений, а с 1976 по 2005 был заведующим отдела Центральной научно-исследовательской лаборатории карантина растений Министерства сельского хозяйства СССР. В 1980—1983 годах был совместителем на кафедре энтомологии МГУ. Докторская диссертация защищена в 1988 году на тему «Научные основы интродукции и применения энтомофагов адвентивных вредителей растений». С 2005 года профессор Московского государственного университета леса.

## Публикации
Автор более 200 публикаций в том числе:

### Статьи
- Орлинский А. Д., Ижевский С. С. Биология Nephus reunioni – интродуцированного хищника мучнистых червецов // Зоологический журнал : Журнал. — 1987. — Т. 66, № 5. — С. 701—707.
- Шаров А. А., Ижевский С. С. Комплекс паразитов американской белой бабочки на юге европейской части СССР // Энтомологическое обозрение : Журнал. — 1987. — Т. 66, № 2. — С. 290—298.
- Izhevsky S. S., Orlinsky A. D. Life history of the imported Scymnus (Nephus) reunioni predator of mealybugs (англ.) // Entomophaga : journal. — 1988.. — Vol. 33, no. 1. — P. 101—114. — ISSN 1386-6141.
- Ижевский С. С. Биологический метод защиты леса // Лесное хозяйство : Журнал. — 1991. — Т. 8. — С. 5—8. — ISSN 0024-1113.
- Ижевский С. С. Чужеземные насекомые как биозагрязнители // Экология : Журнал. — 1995. — № 2. — С. 119—123. — ISSN 0367-0597.
- Ижевский С. С. Вероятность заноса в Россию новых насекомых – вредителей подсолнечника // Энтомологическое обозрение : Журнал. — 1997. — Т. 76, № 2. — С. 265—277. — ISSN 0367-1445.
- Ижевский С.С., Миронова М. К., Хорхордин Е.Г. Преодоление «пестицидного синдрома», спровоцированного появлением адвентивного насекомого фитофага // Экология : Журнал. — 1999. — № 8. — С. 24—29. — ISSN 0367-0597.
- Ижевский С. С., Миронова М. К. Первые находки эхинотрипса американского Echinothrips americanus Morgan (Thysanoptera: Thripidae) на территории России // Российский журнал биологических инвазий : Журнал. — 2008. — № 1. — С. 16—19. — ISSN 2075-1117.
- Тряпицын В. А., Ижевский С. С., Ахатов А. К. Обзор голарктических видов рода Tyndarichus Howard, 1910 (Hymenoptera: Encyrtidae) // Russian Entomological Journal : Журнал. — 2017. — Т. 26, № 3. — С. 257—262. — ISSN 0132-8050.

### Учебные и справочные издания
- Мозолевская Е. Г., Селиховкин А. В., Ижевский С. С. Лесная энтомология. Учебник для студентов высших учебных заведений / Под общей ред. Е.Г. Мозолевской. — М.: Издательский центр «Академия», 2010. — 416 с. — 1500 экз. — ISBN 978-5-7695-5997-6.
- Ижевский С. C., Никитский Н. Б., Волков О. Г., Долгин М. М. Иллюстрированный справочник жуков-ксилофагов - вредителей леса и лесоматериалов Российской Федерации. — Тула: Гриф и К, 2005. — 372 с. — ISBN 5-87317-085-6.
- Ижевский С.С. Словарь-справочник по биологической защите растений от вредителей. — М.: Academia, 2003. — 206 с. — ISBN 5-7695-1082-X.

### Научно-популярные издания
- Ижевский С. С. Таинственный мир насекомых. — М.: Лазурь, 2001. — 95 с.
- Ижевский С. С. Удивительный мир жуков. — М.: ЗАО «Фитон +», 2002. — 175 с.
- Ижевский С. С., Ижевская Т. И. Растения – лекари садового участка. — М.: Терра-Книжный клуб, 2004. — 254 с.
- Ижевский С. С. Свистящие бабочки (Рассказы о таинственном мире насекомых). — М.: Лазурь, 2009. — 176 с. — ISBN 5-85606-054-4.
- Ижевский С. C., Лобанов А. Л., Соснин А. Ю. Жизнь замечательных жуков. — М.: Издательство «Кодекс», 2014. — 372 с. — 1000 экз. — ISBN 978-5-904280-43-7.